# إل بينار دي إل هييرو
بلدية إل بينار دي إل هييرو (بالإسبانية: El Pinar de El Hierro) هي بلدية تقع في مقاطعة سانتا كروث دي تينيريفه التابعة لمنطقة جزر الكناري جنوب غرب إسبانيا.

## الديموغرافيا
بلغ عدد سكان بلدية إل بينار دي إل هييرو 1.804 نسمة عام 2011 (وفقاً للمعهد الوطني للإحصاء الإسباني).
| 1.466 | 1.655 | 1.699 | 1.828 | 1.910 | 1.801 | 1.804 |